# Chính sách thị thực của Uzbekistan
Du khách đến Uzbekistan phải xin thị thực từ một trong những phái bộ ngoại giao Uzbekistan trừ khi họ đến từ một trong những quốc gia được miễn thị thực.

## Bản đồ chính sách thị thực

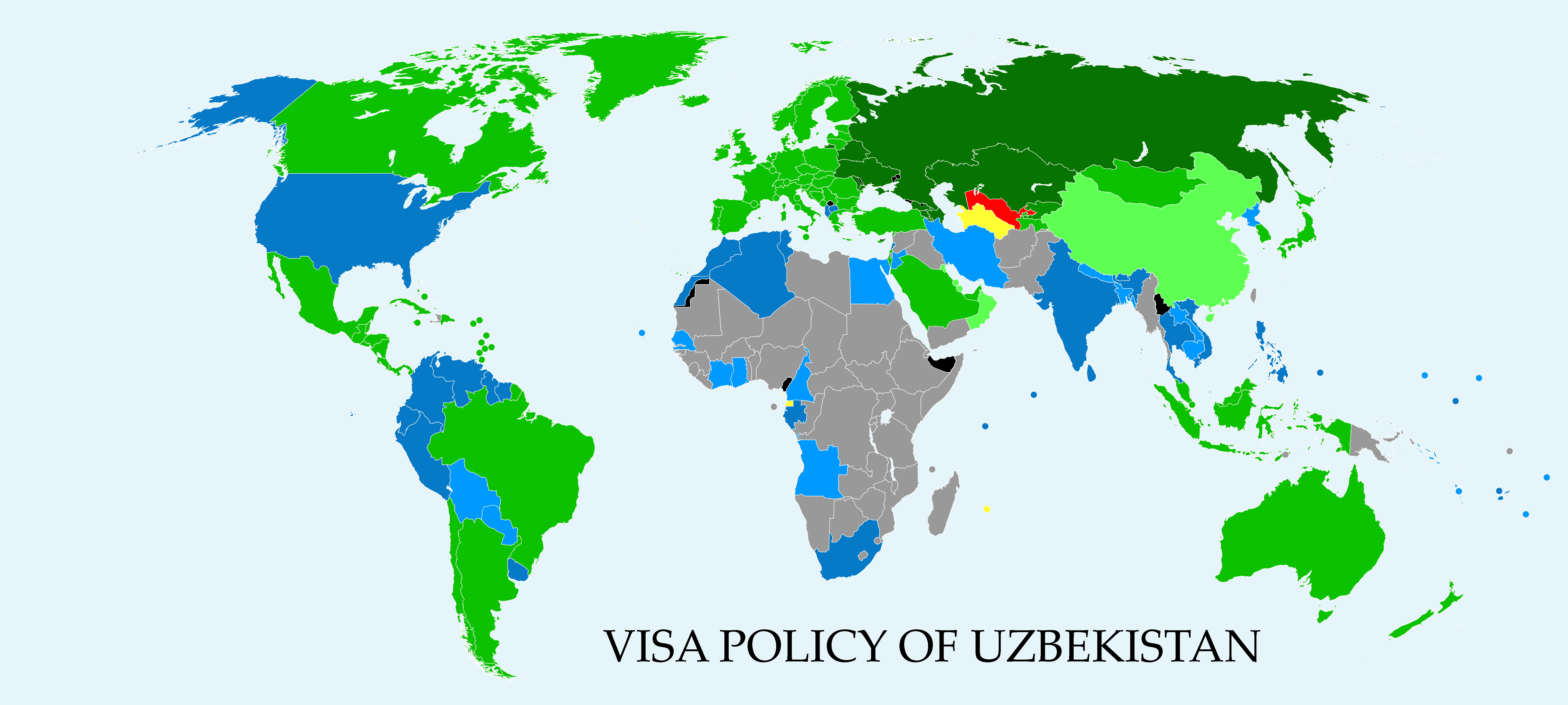
Chính sách thị thực Uzbekistan
Uzbekistan
Miễn thị thực 90 ngày
Miễn thị thực 60 ngày
Miễn thị thực 30 ngày
Thị thực điện tử / Quá cảnh mà không cần thị thực
Thị thực điện tử
Quá cảnh mà không cần thị thực
Cần xin thị thực

## Miễn thị thực
Công dân của 9 quốc gia sau có thể đến Uzbekistan mà không cần thị thực lên đến 90 ngày (trừ trường hợp chú thích):
| - Armenia - Azerbaijan - Belarus | - Gruzia - Kazakhstan - Kyrgyzstan (60 ngày) | - Moldova - Nga - Ukraina |  |

| Ngày thay đổi thị thực |
| --- |
| Danh sách này không đầy đủ, bạn cũng có thể giúp mở rộng danh sách. - Công dân Armenia, Azerbaijan, Belarus, Gruzia, Kazakhstan, Moldova, Nga và Ukraina chưa bao giờ cần thị thực để đến Uzbekistan - Ngày 12 tháng 2 năm 2007: Kyrgyzstan (đã tiếp tục) Đã thôi: - Ngày 11 tháng 10 năm 1993: Ba Lan - 1993: Bulgaria, Cộng hòa Séc, Hungry, Romania, Slovakia, Yugoslavia - Ngày 7 tháng 11 năm 1999: Turkmenistan - Ngày 1 tháng 8 năm 2000: Kyrgyzstan (was resumed in 2007) - Ngày 11 tháng 9 năm 2000: Tajikistan |

 Turkmenistan —công dân của vùng Daşoguz và vùng Lebap được miễn thị thực đến tỉnh Xorazm và tỉnh Bukhara cũng như quận Amudaryo, Xo'jayli, Shumanay, Qo'ng'irot và thành phố Taxiatosh city of Karakalpakstan và các quận Dehkanabad, Guzar, Nishon và Myrishkor của tỉnh Qashqadaryo và các quận Sherobod và Muzrabot của tỉnh Surxondaryo được miễn thị thực lên đến 3 ngày trong chu kỳ mỗi tháng. Trong Eid al-Fitr và Eid al-Adha họ có thể đến 2 lần mỗi tháng, nhưng không quá 7 ngày.
Miễn thị thực cũng áp dụng với người sở hữu hộ chiếu ngoại giao của Brasil, Trung Quốc, Estonia, Hungary, Ba Lan, Hàn Quốc, Tajikistan, Thổ Nhĩ Kỳ và Việt Nam, và người sở hữu hộ chiếu công vụ của Latvia, Romania và Slovakia.
Một thỏa thuận song phương về miễn thực cho hộ chiếu phổ thông với  Kuwait được ký vào tháng 2 năm 2017 nhưng chưa được thông qua.
Miễn thị thực với nhân viên Quân đội Hoa Kỳ và Bộ Quốc phòng Hoa Kỳ nếu họ có thẻ căn cước chính phủ/quân đội và bản sao nhiệm vụ.

## Thị thực tại cửa khẩu
Người sở hữu Chứn nhận Thị thực (dấu), cấp bởi Bộ Ngoại giao Uzbekistan, có thể xin thị thực tại Sân bay quốc tế Tashkent.

## Đơn giản hóa thủ tục
Du khách đến từ các quốc gia sau có thể xin thị thực nhập cảnh nhiều lần ở lại lên đến 1 tháng mà không cần chứng chỉ du khách hay thư mời từ Uzbekistan. Thị thực được cấp trong 2 ngày làm việc. Trong trường hợp công dân Thổ Nhĩ Kỳ là 3 ngày làm việc không kể ngày nhận giấy tờ. Bao gồm:
| - Áo - Bỉ - Cộng hòa Séc - Pháp - Đức - Ý - Nhật Bản - Latvia | - Malaysia - Ba Lan - Tây Ban Nha - Thụy Sĩ - Thái Lan - Thổ Nhĩ Kỳ - Vương quốc Anh |  |

Đơn xin có thể được điền trực tuyến, in ra và nộp tại phái bộ ngoại giao.
Thị thực quá cảnh có thể được cấp cho tất cả các quốc tịch lên đến 72 giờ, không cần chứng chỉ du lịch hay thư mời.

## Kế hoạch cải cách
Vào ngày 2 tháng 12 năm 2016 Tổng thống Uzbekistan Shavkat Mirziyoyev ký 3 sắc lệnh về "Tìm cách đảm bảo phát triển ngành du lịch của Cộng hòa Uzbekistan" mà dự tính miễn thị thực cho 15 nước cũng như công dân lớn hơn 55 tuổi của 12 quốc gia. Họ phải trả phí ở cửa khẩu. Nó được dự định có hiệu tự vào năm 2020.
Tuy nhiên, vào 22 tháng 12 2016 một sắc lệnh mới được đưa ra bởi Tổng thống Uzbekistan sửa đổi về sắc lệnh ngày 2 tháng 12 năm 2016, lùi lại đến ngày 1 tháng 1 năm 2021. Thay đổi về danh sách các nước sẽ dựa trên cơ sở quan hệ song phương, tình hình thị trường du lịch quốc tế và tình hình anh ninh quốc tế và khu vực.
Uzbekistan cũng dự kiến đưa ra thị thực điện tử vào năm 2021. Uzbekistan muốn dùng hệ thống thị thực điện tử của Azerbaijan làm mẫu.
Vào tháng 12 năm 2017 họ thông báo rằng Uzbekistan dự tính đơn giản hóa thủ tục thêm cho 25 nước và bỏ yêu cầu thị thực với công dân Nhật Bản, Hàn Quốc, và Singapore. Thời hạn có hiệu lực của thị thực được mở rộng thành 30 ngày. Tháng 1 năm 2018 họ thông báo Uzbekistan dự tính sẽ đơn giản hóa thủ tục thêm cho 40 nước và bỏ yêu cầu thị thực với 5 nước.